# Кейви
Кейви (від фін. kivi — камінь) — височина на Кольському півострові. Довжина 200 км. Найвища точка — 398 м над рівнем моря (гора Ягельурта). Розташована на схід від озера Умбозеро. Є вододілом річок Поной та Йоканга. Складена кіанітовими та слюдистими сланцями, прорваними місцями інтрузіями лужних та рідкометалічних гранітних пегматитів. Схили гір вкриті лишайниками і застосовуються як пасовища для північних оленей. На північному боці височини беруть початок річки: Суха та Йоканга. На південному: Поной, Леб'яжа, Лосінга. Безліч ущелин і глибоких долин.
Клімат перехідний від субарктичного морського до помірно холодного. Середні температури січня –10...−14 °C, липня +9...+12 °C. Зима тривала, з частими хуртовинами та сильними вітрами. Літо коротке, з дощами та туманами. Заморозки та випадання снігу можливі у будь-який день літа. Поширена вічна мерзлота.
У Кейвах розташовані найбільші у світі родовища гранату (альмандин), кіаніту та ставроліту (алюмінієва сировина). Тут видобувається найкращий за своїми декоративними якостями амазоніт (найбільші у світі амазонітові пегматити). Є великі родовища літію та берилію, рідкісних металів (цезій, ітрій ін.), слюди, кварцу.